# Liste der Kulturdenkmäler in Eckenroth
In der Liste der Kulturdenkmäler in Eckenroth sind alle Kulturdenkmäler der rheinland-pfälzischen Ortsgemeinde Eckenroth aufgeführt. Grundlage ist die Denkmalliste des Landes Rheinland-Pfalz (Stand: 2. August 2023).

## Einzeldenkmäler
| Bezeichnung                  | Lage                               | Baujahr                            | Beschreibung | Bild                           |
| ---------------------------- | ---------------------------------- | ---------------------------------- | --- | ------------------------------ |
| Evangelische Kirche          | Hauptstraße Lage                   | 1782                               | spätbarocker Saalbau, bezeichnet 1782                                                                             | weitere Bilder Fotos hochladen |
| Kriegerdenkmal und Grabmäler | Hauptstraße, auf dem Friedhof Lage | zweite Hälfte des 19. Jahrhunderts | Kriegerdenkmal 1914/18, erneuert 1932; Gruft Familie Klein, um 1879; Grabmal, 1887                                | Fotos hochladen                |
| Gedenkstein                  | Krämerweg, bei Nr. 1 Lage          | 1882                               | Gedenkstein, neugotisch, bezeichnet 1882                                                                          | Fotos hochladen                |
| Wohnhaus                     | Schulweg 2 Lage                    | 1892                               | ehemalige Schule; eineinhalbgeschossiger gründerzeitlicher Backsteinbau, bezeichnet 1892, Anbau mit Lehrerwohnung | Fotos hochladen                |